# Nicola Ruggiero
Nicola Ruggiero (Roma, 31 agosto 1939) è un calciatore italiano, di ruolo centrocampista.

## Carriera
Cresciuto nelle giovanili della Lazio, si trasferisce al Città di Castello, dopodiché disputa tre stagioni con il Prato: due in Serie B con 65 presenze e due reti, inframezzate dal campionato di Serie C 1962-1963, concluso con la promozione tra i cadetti. Poi ha disputato sempre in Serie B la stagione 1964-1965 con la maglia della Pro Patria, per chiudere con Cosenza e Casertana in Serie C.

### Club

#### Competizioni nazionali
- Serie C: 1

Prato : 1962-1963